# Charles Sumner Warren
Charles Sumner Warren (* 30. November 1842 in Montreal; † 5. Juli 1933 in Rochester/New York, Vereinigte Staaten) war ein kanadischer Orgelbauer.

## Leben
Warren war der jüngere Sohn des Orgelbauers Samuel Russell Warren. Sein älterer Bruder Samuel Prowse Warren war ein Organist und Komponist. 1866 trat Charles Sumner in die Orgelbaufirma S.R. Warren & Son seines Vaters ein, und nach dem Tod des Vaters übernahm er deren Leitung. Unter seiner Leitung entstanden u. a. die Orgeln für die Congregational Church in Montreal (1879), die Bond St Congregational Church in Toronto (1879), die Queen's Avenue Methodist Church in London/Ontario, die St Alban the Martyr Church (1886) und die St Patrick's Church in Ottawa, die St Michael's Cathedral in Toronto (1886), die Emmanuel Pentecostal Church in New Westminster (1891) und die St John's Anglican Church in Port Hope (1896).   
Als die Firma 1896 an Dennis W. Karn verkauft wurde, arbeitete Warren weiter für Karn. 1913 gründete er mit T. L. Hay die Warren Church Organ Company, die jedoch bereits 1915 in einem Rechtsstreit unterging, worauf Warren zur Karn zurückkehrte. Dessen Orgelbaufirma ging jedoch noch im selben Jahr in Konkurs und wurde dann von Mitarbeitern als Woodstock Pipe Organ Builders fortgeführt. Warren gehörte jedoch diesem neuen Unternehmen nicht an und zog sich nach Rochester zurück.
Obwohl er nie formalen Unterricht gehabt hatte, war er ein fähiger Organist, der ausschließlich nach Gehör spielte und im Stande war, die Möglichkeiten einer Orgel auszuschöpfen und zu demonstrieren. Er hielt überdies mehrere Patente auf dem Gebiet des Orgel- und Harmoniumbaus. Die Tradition der Familie wurde von seinen Enkeln Samuel Russell und Mansfield Torrington Warren fortgesetzt, die in ihrem Unternehmen vorrangig Orgeln für Theater bauten.